# Ring Racer
Ring Racer – kolejka górska zbudowana w 2013 roku pobliżu toru wyścigowego Nürburgring w Niemczech. Do 2017 roku, kiedy otwarto kolejkę Red Force, była najszybszą kolejką górską w Europie. Jest to kolejka górska typu Launched Coaster – zamiast tradycyjnego napędu łańcuchowego pociągi przyspieszane są do dużych prędkości za pomocą napędu na sprężone powietrze. Planowane na 2009 rok otwarcie kolejki przesunęło się na rok 2013 ze względu na problemy techniczne z układem napędowym. Wtedy też zdecydowano o zmniejszeniu prędkości i przyspieszenia z planowanych 217 km/h osiąganych w 2,5 sekundy do 160 km/h w 2 sekundy. Od sezonu 2014 kolejka jest nieczynna – władze Nürburgringu uznały, iż dalsze utrzymywanie rollercoastera jest nieopłacalne.